# ピアノ三重奏曲WoO39 (ベートーヴェン)
ピアノ三重奏曲 WoO39 変ロ長調 は、ルートヴィヒ・ヴァン・ベートーヴェンが1812年に作曲したピアノ三重奏曲。親交のあったアントニー・ブレンターノの10歳になる娘、マキシミリアーネへの贈り物として書かれた。マキシミリアーネへは8年後にピアノソナタ第30番も捧げられることになった。本作の初版譜は1830年に、ピアノ三重奏曲WoO38、ピアノソナタWoO51と共にフランクフルトのF.P.ドゥンストから刊行された。

## 概要
ベートーヴェンは夏季を過ごすためにテプリッツを訪れる旅の途上で本作を作曲した。当時、ブレンターノ一家はカールスバートに暮らしていた。ベートーヴェンはプラハへと発つ前の1812年6月12日に本作を一家へと贈っている。正確な作曲の動機は分かっていないが、ワトソンはこの楽曲によってマキシミリアーネがピアノ演奏に励むようにしたのだと脚注に記している。
本作の草稿は現存している。本作の手稿譜はベートーヴェンの多くの草稿に比べるときちんと書かれており読みやすくなっている。また、この草稿にはベートーヴェンが自ら書き込んだ運指が残されている。
ピアノパートはマキシミリアーネを意識して平易に書かれており、対位法的な書法を控えて旋律プラス伴奏の形を基本としている。曲調もいつものように緊張感の漲るものではなく、柔和で純真な魅力に満ちている。

## 楽曲構成
ソナタ形式の単一楽章。演奏時間は約6分半。
Allegretto 6/8拍子 変ロ長調
序奏を持たず、ピアノが奏する主題によって開始する（譜例1）。弦楽器は伴奏から始まるが、やがて旋律を受け継ぐとヘ長調への転調が行われる。
譜例1
ピアノから第2主題が提示される（譜例2）。弦楽器はここでもピアノから主題を受け継ぐ。
譜例2
提示部をまとめて繰り返しが行われる。展開部はヘ長調で譜例1を奏して始まるが、ただちにニ長調へと転じて譜例1を扱っていく。トレモロの伴奏にのって譜例1が回帰して再現部となり、譜例2も変ロ長調で続く。第1主題を展開するコーダは大きな規模を持ち、幼いピアニストが腕前を披露できるように作られている。